# 高雄市國民教育輔導團
高雄市政府教育局國民教育輔導團（英語：Kaohsiung Compulsory Education Counseling Group），簡稱高雄市國教輔導團，是高雄市政府教育局督學室為因應九年一貫課程實施，依據《國民中小學九年一貫課程綱要》所成立的任務型團隊，目的為管理國民中小學課程、教學輔導課程及教學研究發展，並積極推動七大學習領域，以國中小合併設置原則，公開徵選聘任國中小教師擔任輔導員，總部位於高雄市左營區新莊國民小學舊新莊樓。